# Войнівська сільська рада (Олександрійський район)
| Войнівська сільська рада — колишній орган місцевого самоврядування у Олександрійському районі Кіровоградської області з адміністративним центром у с. Войнівка. Сільській раді були підпорядковані населені пункти: - с. Войнівка |

## Склад ради
Рада складалася з 16 депутатів та голови.

### Керівний склад ради
| ПІБ                            | Основні відомості                                                 | Дата обрання | Дата звільнення |
| ------------------------------ | ----------------------------------------------------------------- | ------------ | --------------- |
| Михайленко Василь Іванович     | Сільський голова, 1963 року народження, освіта, безпартійний      | 26.03.2006   | 31.10.2010      |
| Лазаренко Василь Григорович    | Сільський голова, 1950 року народження, освіта вища, безпартійний | 31.10.2010   | 02.06.2013      |
| Лазаренко Костянтин Васильович | Сільський голова, 1982 року народження, освіта, безпартійний      | 02.06.2013   | 25.10.2015      |

Примітка: таблиця складена за даними джерела

## Населення
Згідно з переписом УРСР 1989 року чисельність наявного населення сільської ради становила 3492 особи, з яких 1641 чоловік та 1851 жінка.
За переписом населення України 2001 року в сільській раді мешкало 2240 осіб.

### Мова
Розподіл населення за рідною мовою за даними перепису 2001 року:
| Мова       | Відсоток |
| ---------- | -------- |
| українська | 91,29 %  |
| російська  | 7,28 %   |
| циганська  | 0,51 %   |
| молдовська | 0,23 %   |
| вірменська | 0,18 %   |
| білоруська | 0,14 %   |
| болгарська | 0,05 %   |
| інші       | 0,32 %   |